# Ceumern
Ceumern, in der Hauptlinie ab Mitte des 18. Jahrhunderts Ceumern-Lindenstjerna, ist der Familienname eines deutsch-baltischen Adelsgeschlechts. Es stammte aus Langensalza in Thüringen und wurde 1662 erstmals im Baltikum urkundlich mit dem livländischen Landrat Kaspar III. Zeumer (1613–1692) in Riga erwähnt, der in jenem Jahr in den schwedischen Adelsstand erhoben wurde. Die Familie teilte sich um 1750 in einen russischen Zweig und in die Häuser Orgishof-Breslau und Tirsen auf, aus denen 1854 die beiden männlichen Erben zu russischen Baronen geadelt wurden. 

## Geschichte
Das Geschlecht stammt von Kilian Zeumer, der 1528 im Geschoßregister von Langensalza in Thüringen als sesshafter Bürger erwähnt wird, seit 1567 Kämmerer war und 1575 als Bürgermeister von Langensalza starb.
Sein Urenkel Kaspar III. Zeumer (1613–1692) studierte Rechtswissenschaft in Rostock, ging dann nach Schweden und wurde 1652 Assessor des Pernauschen Landgerichts (Livland), 1657 Sekretär der Livländischen Ritterschaft und in der Folge Landrichter und Hofgerichtsassessor. Er erwarb 1667, 1674 und 1676 die Güter Blumbergshof, Fianden und Grundsal in Livland und wurde 1686 zum Landrat gewählt. Kaspar III. wurde am 31. Oktober 1662 in Schweden geadelt. Im Jahr 1684 bestätigte König Karl XI. von Schweden (1655–1697) den Adel mit dem Prädikat „von Ceumern“ und dehnte ihn auf seine Neffen Christian (1671–1695) und Johann Kaspar (1615–1706) aus.
Auf Johann Kaspar von Ceumern folgte im Mannesstamm Gustav († 1747) sowie dessen Söhne Adam Burchard (Begründer des Hauses Orgishof-Breslau, 1727–1789) und Karl Ernst (Begründer des Hauses Tirsen, 1734–1791). Johann Kaspars zweiter Sohn Magnus Johann (* 1690) und dessen Sohn Karl Magnus I. (1730–1772) sind die Stammväter der russischen Linie (фон Цеймерны).
Adam Burchhard von Ceumern führte nach seiner Heirat mit Sophia Elisabeth von Lindenstjerna (1727–1795) als Zusatz den Namen seiner Ehefrau, er und seine Nachkommen führten somit bis zum heutigen Tage den Namen Ceumern-Lindenstjerna. Sein Bruder Karl Ernst von Ceumern führte das Haus Tirsen, er war Kammerjunker bei Zar Peter III. (1728–1762), russischer Brigadier und wurde am 25. Februar 1762 als Baron in den russischen Erbadel erhoben. Die Anerkennung des russischen Adelstitels Baron – für beide Häuser – erfolgte durch Senatsukas vom 7. Dezember 1854.

## Besitzungen
Das Geschlecht hat in Livland folgende Rittergüter vorübergehend besessen:
- Im lettischen Distrikt: Blumbergshof, Fianden, Grundsal, Schöneck, Nurmis (Kirchenspiel Segewold), Spurnal, Kl.-Wrangelshof (Kirchenspiel Dickeln), Kürbelshof, Alt-Salzenau und Mahlenhof.
- Im estnischen Distrikt: Megel, Penniküll und Kerstenhof.

Zur Zeit der Konfiskation der Rittergüter durch die Letten 1920 besaßen die von Ceumern Orgishof (seit 1757), Breslau (seit 1780) und Tirsen (seit 1784) im lettischen Distrikt.

## Wappen

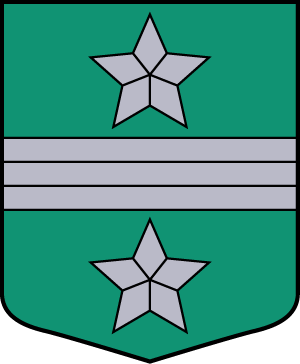
Gemeindewappen von Braslava vald

Beide Häuser führen gemäß dem Diplom vom 25. Juni 1684 folgendes Wappen: Im blauen Wappenschild zwei silberne Balken, im Schildhaupt und im Schildfuß je ein fünfstrahliger silberner Stern. Helmzier zwei geharnischte Arme, einen silbernen Stern haltend. Helmdecke blau- silber. Das erste Wappen nach dem schwedischen Diplom vom 31. Oktober 1662 für Caspar Ceumern zeigt abweichende Tinkturen und drei Balken statt zwei.
Das Wappen der Gemeinde Braslava in Estland zeigt deutliche Ähnlichkeiten mit dem Familienwappen der Ceumern-Lindenstjerna.